# ضفدع وادي فيغاس النمري
ضفدع وادي فيغاس النمري (الاسم العلمي: Rana fisheri) (بالإنجليزية: Vegas Valley leopard frog)‏ هو نوع من البرمائيات يتبع جنس الضفدع الحقيقي من فصيلة الضفادع الحقيقية.